# Двадесетосма египатска династија
Двадесетосма египатска династија владала је Египтом од 404. до 398. године п. н. е. Једна је од династија Касног периода Старог Египта.

## Историја
Династију је чинио само један фараон - Амиртеј. Амиртеј је 404. године п. н. е. подигао устанак против персијске власти. Устанак је био успешан те су Персијанци истерани са египатске територије. Манетон због тога Амиртеја сврстава у посебну династију. Његова владавина није била дуготрајна. Поразио га је војсковођа Неферит I након чега оснива Двадесетдевету египатску династију. 